# Аз (психология)
Вижте пояснителната страница за други значения на Аз.
Аз-ът представлява съвкупността от представите на даден индивид за собствената му същност и оценките, които си дава.

## Структура
Аз-образът условно може да бъде разделен на две: личен и социален. И двата могат да бъдат допълнително разделени на по две – реален и идеален. Така се получават съответно: идеален личен Аз-образ (какъв иска да бъде индивидът), реален личен Аз-образ (какъв е индивидът според собствените си представи), идеален социален Аз-образ (как индивидът би искал да бъде възприеман от околните) и реален социален Аз-образ (представите на индивида за начина, по който другите го възприемат).
Несъвпаданието на двата образа, подсилено от потребителската култура, проектирана от рекламата в масмедиите, води до когнитивен дисонанс при индивиди с ниска критичност на оценката, както и до ефект на Дънинг – Крюгер.